# Flughafen

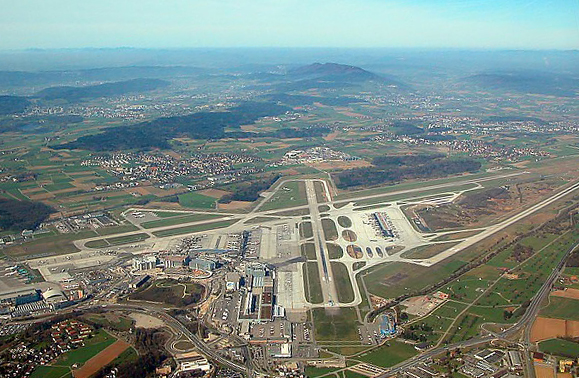
Schrägluftbild des Pistensystems des Flughafens Zürich

Mit Flughafen, seltener auch Lufthafen, wird ein Flugplatz samt Infrastruktur bezeichnet, auf dem normalerweise regelmäßiger kommerzieller Flugverkehr stattfindet. Im Gegensatz dazu ist die Allgemeine Luftfahrt (General Aviation, abgekürzt GA) meistens nur am Rande vertreten. Militärflugplätze werden nicht als Flughäfen deklariert. 
Flughäfen erfüllen meist einen höheren Sicherheitsstandard als andere Flugplätze wie zum Beispiel Landeplätze. Auf ihnen ist je nach Größe eine unterschiedliche Flughafeninfrastruktur wie Hangars, Wartungseinrichtungen für Flugzeuge, Abfertigungsanlagen am Boden, Luftverkehrskontrolle und Serviceeinrichtungen für Passagiere (Restaurants, Lounges und Sicherheitsdienste) vorhanden. In anderen Ländern werden unter Airport manchmal auch kleinere Flugplätze verstanden, auf denen ausschließlich die allgemeine Luftfahrt oder das Militär beheimatet ist.

## Begriffsherkunft
Die ersten befestigten Flughäfen waren eigentlich Schiffshäfen, da zu Beginn der Luftfahrtgeschichte die ersten größeren koordinierten Fluglinien mit Wasserflugzeugen eingerichtet wurden. Später wurden dann die ersten Ausschreibungen für den Bau von Flughäfen veröffentlicht und so die ersten Erfahrungen gesammelt, welche die Entwicklung der Flughäfen nachhaltig prägten.

## Geschichte der Flughäfen

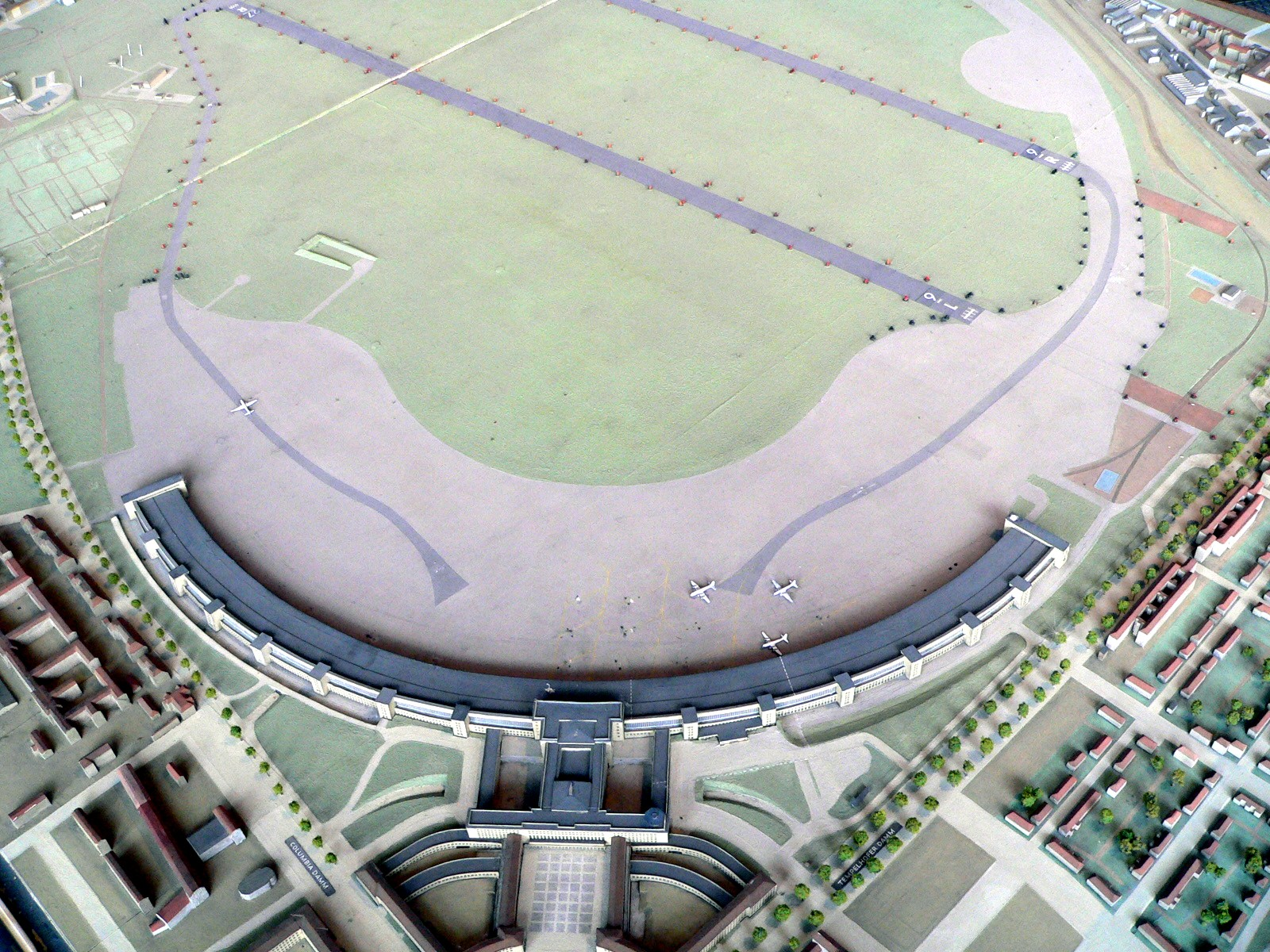
Ehemaliger Flughafen Berlin-Tempelhof (Modell)

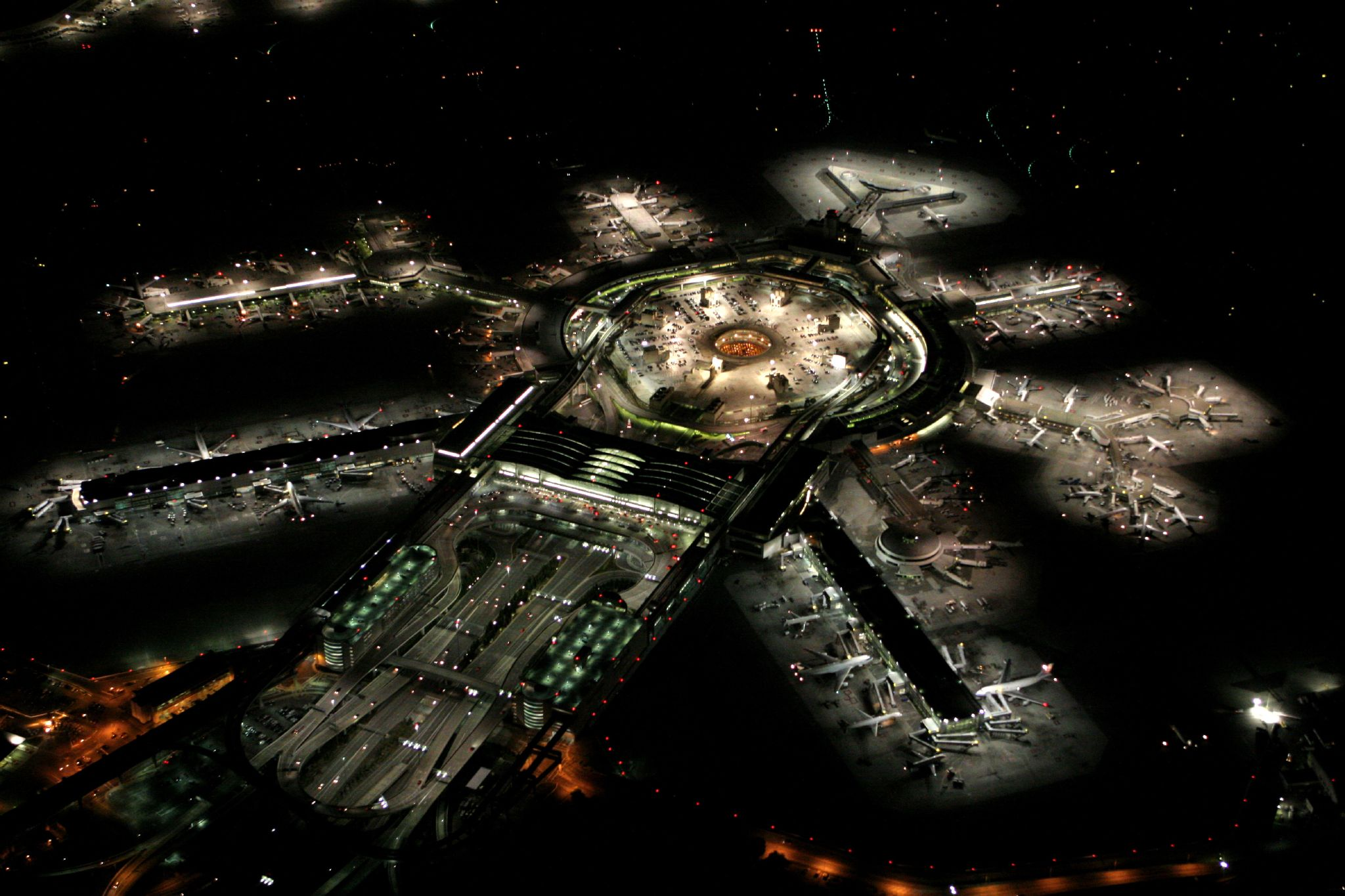
Flughafen San Francisco bei Nacht

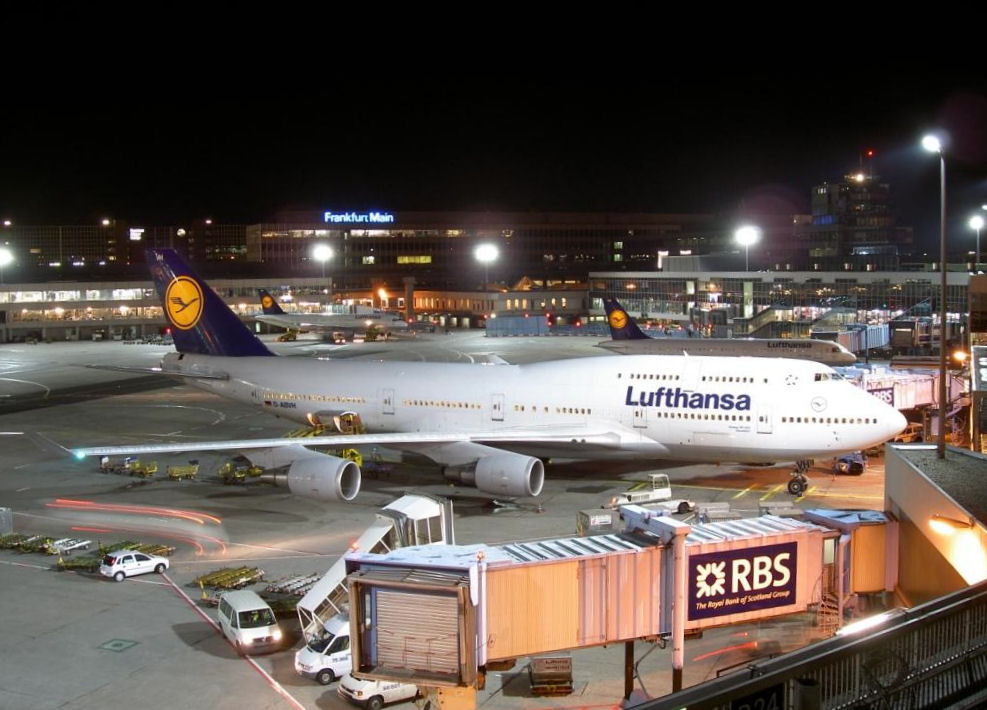
Flugzeugabfertigung auf dem Flughafen Frankfurt

Die ersten speziell für einen ständigen Flugbetrieb von Flugzeugen vorgesehenen Flugplätze wurden Aerodrom bzw. Aerodrome genannt (im Deutschen belegt seit 1909). Sie bestanden aus baum- und strauchlosen Grasflächen, die je nach Windrichtung von allen Seiten zu befliegen waren und an deren Rand Flugzeuge in einfachen Hangars abgestellt und gewartet werden konnten. Oft wurden auch Zuschauertribünen errichtet, um mit Eintrittsgeldern von Fluginteressierten einen Teil der Bau- und Unterhaltskosten zu decken. Diese Plätze dienten anfänglich nicht dem Verkehr – dem Transport von Post, Gütern oder Menschen –, sondern wurden ausschließlich für Test- und Schauflüge sowie Fliegertreffen und Flugwettbewerbe genutzt. Das erste Aerodrome dieser Art war der Port-Aviation bei Viry-Châtillon, der offiziell am 23. Mai 1909 mit einem Flug von Léon Delagrange eröffnet wurde. Das erste Aerodrom in Deutschland war der am 26. September 1909 eröffnete Flugplatz Johannisthal.
Erst nach dem Ersten Weltkrieg – mit zunehmender Sicherheit der entwickelten Flugzeuge, Zunahme der Flugzeuggrößen und dem Angebot von Überlandflügen durch Lufttransportunternehmen – entwickelten sich Flugplätze zu Flughäfen mit stetig steigenden Passagierzahlen.
Die Nachfrage der Passagiere nach einem regelmäßigen Flugverkehr führten zu erhöhten Anforderungen bezüglich Sicherheit und eines geordneten, konfliktfreien Ablaufs.
Der Brasilianer Alberto Santos Dumont stellte bei einem Besuch bei Theodore Roosevelt 1902 erstmals das Konzept eines Airports vor. Eines der ersten Flughafenrestaurants wurde 1914 in Leipzig-Mockau durch Otto Wilhelm Scharenberg errichtet.
Der erste internationale Flughafen, der Flughafen Croydon, entstand 1920 im Süden von London. Im Deutschen ist die Wortschöpfung Flughafen seit 1917 belegt. Im Jahre 1922 wurde in Königsberg (Preußen) der erste rein kommerzielle Flughafen fertiggestellt, der Flughafen Devau. 1952 wurde der Flughafen Hannover-Langenhagen am derzeitigen Standort errichtet. Er war der erste seit dem Ende des Zweiten Weltkriegs in Deutschland neu erbaute Flughafen.
Die Flughäfen in ihrer heutigen Komplexität entstanden nach und nach und passten sich in der Entwicklung dem jeweiligen Stand der Flugzeugtechnik an. Grasflächen konnten bei zunehmendem Gewicht der Flugzeuge nur bei relativ trockenem Wetter genutzt werden, daher wurden vielfach auf solchen Plätzen eine oder zwei Bahnen (Parallelbahnsystem) aus verdichtetem Erdreich, Asphalt oder Beton in der vorherrschenden Windrichtung angelegt, so zum Beispiel in Berlin-Tempelhof. An Orten mit wechselnden Windrichtungen wurden Start- und Landebahnen auch als Parallelbahnsysteme mehrfach angelegt, wie etwa in Chicago O’Hare, oder als Triangularbahnsystem, wie in Johannesburg, oder als Tangentialbahnsystem.
Die ersten Flugzeuge flogen ausschließlich unter Sichtflug-Bedingungen. Um auch bei schlechten Sichtbedingungen oder gar nachts einen Flughafen anfliegen zu können, wurde Ende der 1920er Jahre die Beleuchtung (Befeuerung) der Runways eingeführt. Etwa Mitte 1930 kam dann das ALS (engl. approach lighting system) in Gebrauch: Landelichter, welche dem Piloten die Richtung und den Anflugwinkel signalisierten. Dieses System wurde in den folgenden Jahren verfeinert und mit Hilfe der ICAO standardisiert. Anfang der 1940er Jahre wurden erste erfolgreiche Versuche mit einem vollautomatischen Landesystem bei den Askania-Werken mit einer Junkers Ju 52/3m durchgeführt. Das Instrumentenlandeverfahren (ILS) ist heute das häufigste Anflugverfahren bei Instrumentenflügen.
Das Aufkommen der Strahlflugzeuge in den 1960er Jahren und die dadurch erreichbaren größeren Entfernungen führte zu einer drastischen Zunahme der Passagierzahlen und der Luftfracht. Das veränderte das Bild der Flughäfen deutlich. Es wurden wesentlich längere Start- und Landebahnen notwendig. Die ehemals eher gemütlichen kleinen Flughäfen entwickelten sich zu rasanten, hektischen Gebilden. Konnten sich vormals nur einige gut betuchte Fluggäste einen Flug erlauben, ist er heute im Zeitalter des Massentourismus und der Billigfluggesellschaften für viele erschwinglich.

## Rechtliche Situation

### Deutschland
Flughäfen sind im deutschen Luftrecht Flugplätze, die nach Art und Umfang des vorgesehenen Flugbetriebes einer Sicherung durch einen Bauschutzbereich nach § 12 LuftVG bedürfen. Bauschutzbereiche sind die Bereiche um einen Flughafen, in denen aus Gründen der Sicherheit des Flugbetriebs eine Hinderniserfassung und -kontrolle stattfinden muss. Das bedeutet, dass Bauwerke (Gebäude und andere Hindernisse wie Windkraftanlagen, § 14 LuftVG) innerhalb und teilweise außerhalb des Bauschutzbereichs von der Baubehörde nur mit Zustimmung der Luftfahrtbehörde genehmigt werden dürfen (§ 27d Abs. 2 LuftVG).
Das deutsche Luftrecht unterscheidet die Flugplätze in § 6 Abs. 1 LuftVG und weiter differenzierend in der LuftVZO (§ 38 ff.):
- Flughäfen
  - Verkehrsflughäfen
  - Sonderflughäfen
- Landeplätze
  - Verkehrslandeplätze
  - Sonderlandeplätze
- Segelfluggelände

Die Genehmigung zur Anlegung und zum Betrieb von Flugplätzen wird nach den § 6, § 8 bis § 10 LuftVG von der Luftfahrtbehörde des Landes erteilt, in dem das Gelände liegt. Probleme können sich bei länderübergreifenden Bauschutzbereichen von Flugplätzen ergeben.
Deutsche Flughäfen, wie sie in der Liste der Verkehrsflughäfen in Deutschland aufgeführt sind, unterscheidet man weiter in
- Internationale Flughäfen (§ 27d LuftVG) und
- Regionalflughäfen.

Zwischen Regionalflughäfen und Internationalen Verkehrsflughäfen besteht ausschließlich ein rechtlicher Unterschied insofern, als bei einem internationalen Verkehrsflughafen der Bund einen Bedarf für die Vorhaltung von Flugsicherung anerkannt hat (§ 27d Abs. 1 LuftVG), bei einem regionalen Platz hingegen nicht. Somit führen auf einem Internationalen Verkehrsflughafen die Lotsen der DFS die Flugsicherung durch, auf einem regionalen Platz arbeiten Lotsen eines weiteren zertifizierten Flugsicherungsunternehmens. In Deutschland sind zurzeit folgende Flugsicherungsunternehmen durch das BMVBS zertifiziert worden: DFS (übernimmt per Gesetz die 16 internationalen Verkehrsflughäfen), DFS Aviation Services (eine Tochter der DFS, um auf Regionalflughäfen Flugsicherungsdienste anbieten zu können) und Austro Control. Zusätzlich haben sich die Flugplätze Mannheim und Hamburg-Finkenwerder für ihre eigenen Flugsicherungsdienste zertifizieren lassen.
An den „regionalen“ Plätzen dürfen – trotz der Bezeichnung – internationale Flüge stattfinden. Für den Begriff internationaler Verkehrsflughafen besteht zudem effektiv kein rechtlicher Schutz. So verwendet ihn die Arbeitsgemeinschaft Deutscher Verkehrsflughäfen auch für eine Reihe von Plätzen, die behördlich als Regionalflughäfen eingestuft sind.
Das Flughafenmanagement wird vom Flughafenbetreiber gestellt, der auch für die Flughafeninfrastruktur verantwortlich ist.
In Deutschland herrscht Flugplatzzwang.

### Österreich
Das österreichische Luftfahrtgesetz besagt: „(Ein) Flughafen ist ein öffentlicher Flugplatz, der für den internationalen Luftverkehr bestimmt ist und über die hiefür erforderlichen Einrichtungen verfügt.“ Als Überbegriff wird Flugplatz verwendet. Das österreichische Recht unterscheidet folgende Arten von Zivilflugplätzen:
- Flughafen
- Flugfeld (definiert als „Flugplatz, der nicht Flughafen ist“)

Weitere Unterscheidungsmöglichkeiten gemäß österreichischen Recht sind:
- öffentlicher Flugplatz und Privatflugplatz
- Flugplätze für Motorflugzeuge, Hubschrauber, Segelflugzeuge
- nach den Ausmaßen der für Start und Landung vorgesehenen Bewegungsflächen
- nach zugelassenem Flugbetrieb: Sichtflugbetrieb bei Tag/Nacht, Instrumentenflugbetrieb, Präzisionsinstrumentenflugbetrieb der Kategorie I, II oder III
- Militärflugplätze und Zivilflugplätze: Militärflugplätze sind Flugplätze, deren Leitung in den Wirkungsbereich des Bundesministers für Landesverteidigung fällt, alle anderen sind Zivilflugplätze.

### Schweiz
In der Schweiz gibt es folgende Begriffe: Flugplatz, Flughafen, Flugfeld, Gebirgslandeplatz, Militärflugplatz.
Flugplatz ist der Oberbegriff. In der Schweiz herrscht Flugplatzzwang, d. h., Flugzeuge, Segelflugzeuge und Ecolight-Flugzeuge dürfen nur auf offiziellen Flugplätzen starten und landen. Diese Plätze sind (bis auf wenige Ausnahmen!) im AIP veröffentlicht. Segelflugzeuge dürfen außenlanden, Flugzeuge dürfen mit Fluglehrer Außenlandeübungen durchführen und auch Helikopter dürfen unter bestimmten Voraussetzungen außenlanden.
Ein Flughafen ist ein Flugplatz mit Konzession. Diese gibt dem Flughafenbetreiber gewisse Rechte. Im Gegenzug besteht eine Betriebs- und Zulassungspflicht. Betriebspflicht heißt, der Flughafenbetreiber muss feste Betriebszeiten veröffentlichen und den Flughafen zu diesen Zeiten dann auch offen halten. (Das impliziert z. B. einen Winterdienst.) Zulassungspflicht heißt, dass kein Flugzeug, das dort landen will, abgewiesen werden darf. Es darf aber Beschränkungen geben, z. B. Privatflugzeuge nur nach Voranmeldung und in einem zugewiesenen Zeitfenster. Ein Verbot für Segelflugzeuge ist zulässig.
Ein Flugfeld ist ein Flugplatz ohne Konzession, Betriebs- und Zulassungspflicht. Die meisten Flugfelder in der Schweiz haben keine festen Öffnungszeiten und sind PPR, d. h., sie dürfen nur nach vorheriger Anfrage angeflogen werden. (Diese Anfrage kann vor dem Start telefonisch, aber durchaus auch erst vor der Landung über Funk erfolgen.) Einige Flugfelder sind auch für auswärtige Flugzeuge ganz gesperrt.
Ein Gebirgslandeplatz ist eine unbefestigte Landestelle über 1100 m ü. M. In der Schweiz sind rund 40 Gebirgslandeplätze ausgewiesen. Das sind Plätze in den Alpen ohne jede Infrastruktur, auf denen wie auf Flugplätzen gelandet und gestartet werden darf. Es gibt auch Gebirgslandeplätze nur für Helikopter. Der Pilot muss eine besondere Ausbildung absolviert und eine Prüfung abgelegt haben. Die meisten Gebirgslandeplätze befinden sich auf Gletschern, d. h. sie können ganzjährig nur von mit Skikufen ausgerüsteten Maschinen angeflogen werden.
Ein Militärflugplatz ist ein Flugplatz, der durch das Militär betrieben wird. Zivilen Flugzeugen ist die Landung auf Militärflugplätzen unter Umständen möglich.

### Vereinigte Staaten von Amerika

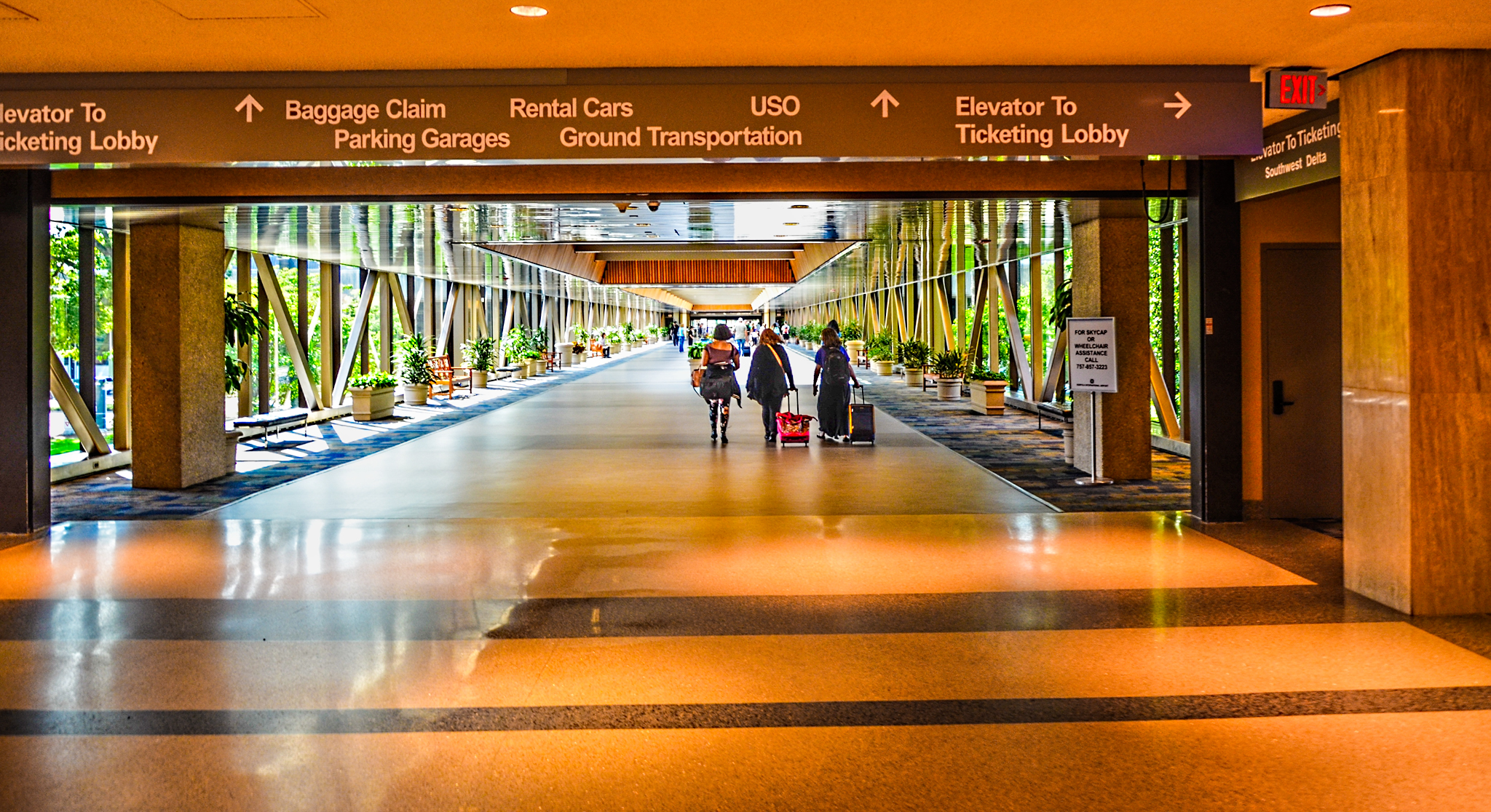
Norfolk International Airport, mit ca. 3 Millionen Passagiere eine Small Hub Facility

In den Vereinigten Staaten werden die englische Begriffe Airport und Aeorodrome meist synonym für kommerzielle Flughäfen verwendet. Air Base bezeichnet Flugplätze für die militärische Nutzung.
Rechtlich wird nicht zwischen Flughafen und Flugplatz unterschieden. Die rechtliche Kategorisierung ergibt sich nicht aus der vorwiegenden Nutzung, sondern der Passagierzahl. Diese Kategorisierung ist Grundlage für die Höhe der Bundesmittel aus dem National Plan of Integrated Airport Systems.
- Commercial Service Airports
  - Primary Airports
    - Large Hub mit einem Passagieraufkommen von über einem Prozent in den Vereinigten Staaten.
    - Medium Hub mit einem Passagieraufkommen zwischen 0,25 % und ein Prozent.
    - Small Hub mit einem Passagieraufkommen zwischen 0,05 % und 0,25 %.
    - Nonhub mit einem Passagieraufkommen von über 10.000 Passagieren, aber weniger als 0,05 %.

  - Nonprimary Commercial Service Airports mit einem Passagieraufkommen zwischen 2.500 und 10.000 Personen.
- Reliever Airports als Ausweichflughäfen, wenn kommerziellen Flughäfen eine Überlastung droht.
- General Aviation Airports sind Flughäfen der Allgemeinen Luftfahrt von nationaler, regionaler oder lokaler Bedeutung mit einem Passagieraufkommen von weniger als 2.500 Personen.
- Cargo Service Airports mit einer jährlichen Fracht von mehr als 100 Millionen Pfund

Flughäfen, die ausschließlich einer privaten Nutzung unterliegen (z. B. Privatflugplätze oder Vereinsflugplätze), werden nicht kategorisiert und erhalten keine Finanzmittel.

## Aufgaben von Flughäfen

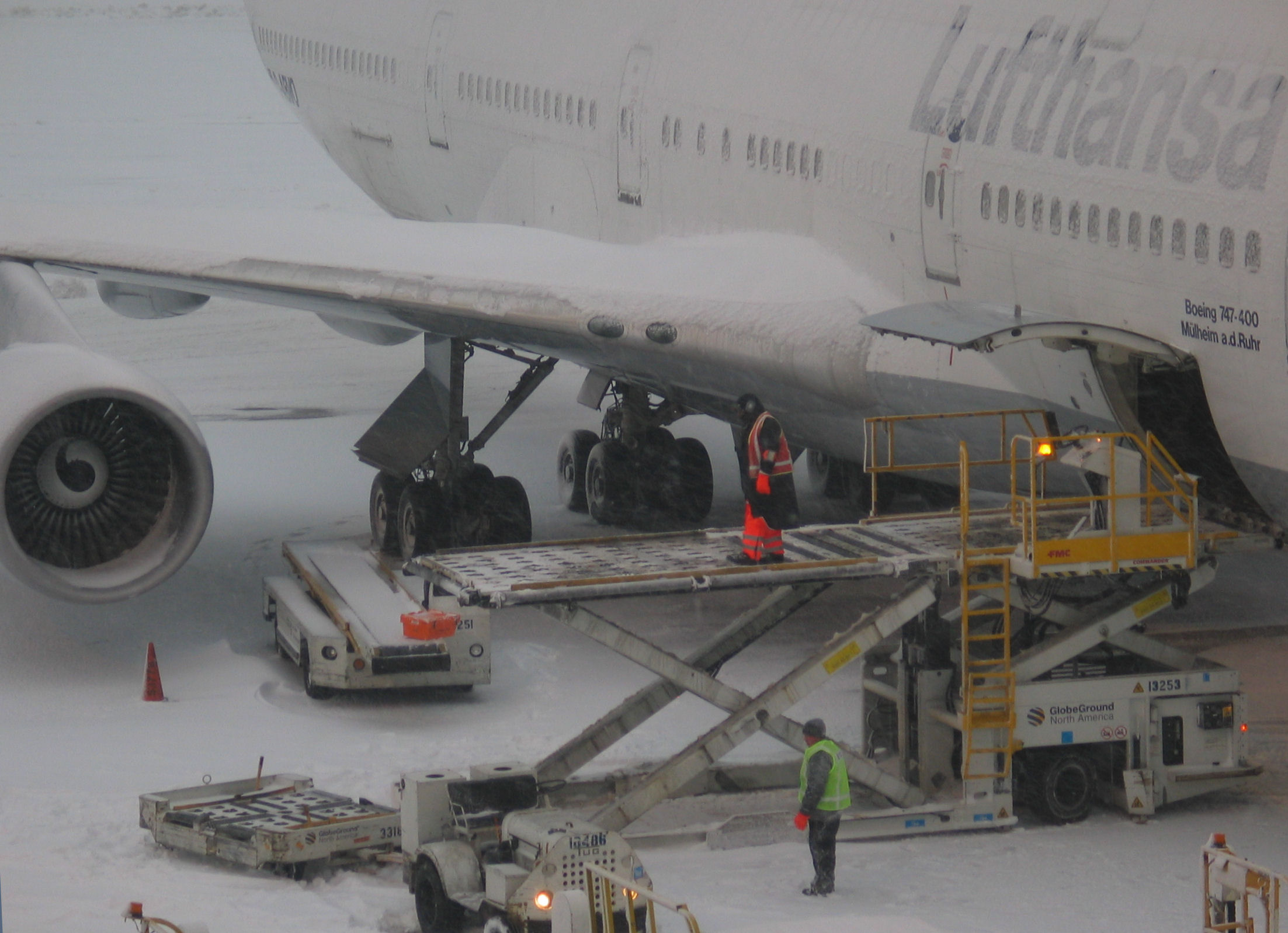
Gepäckverladung am Boston Logan Airport

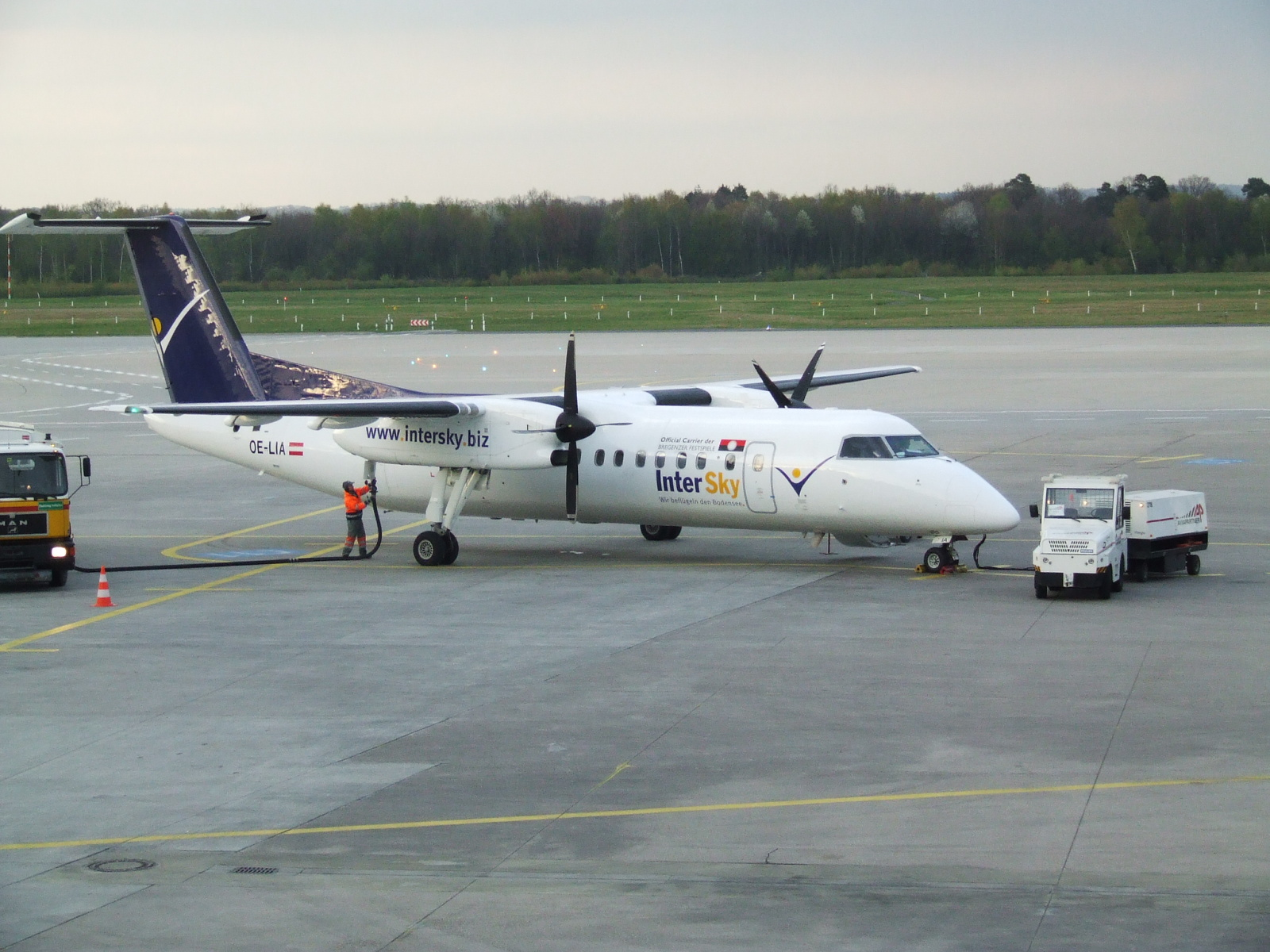
Abfertigung am Flughafen Köln/Bonn

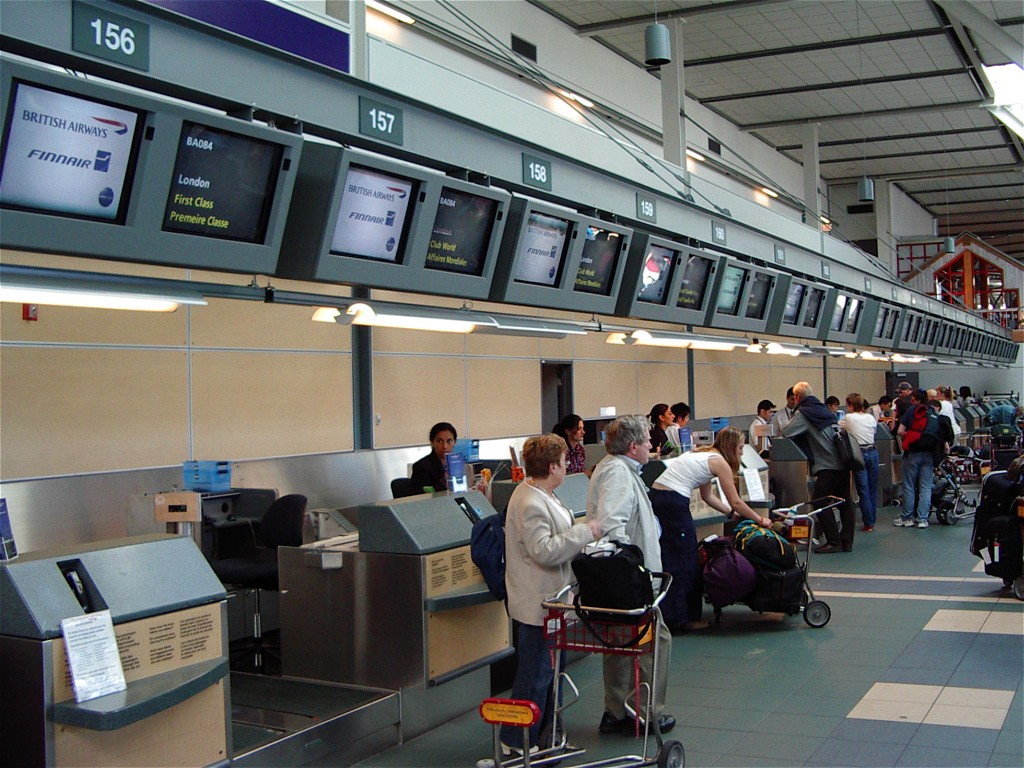
Passagierabfertigung

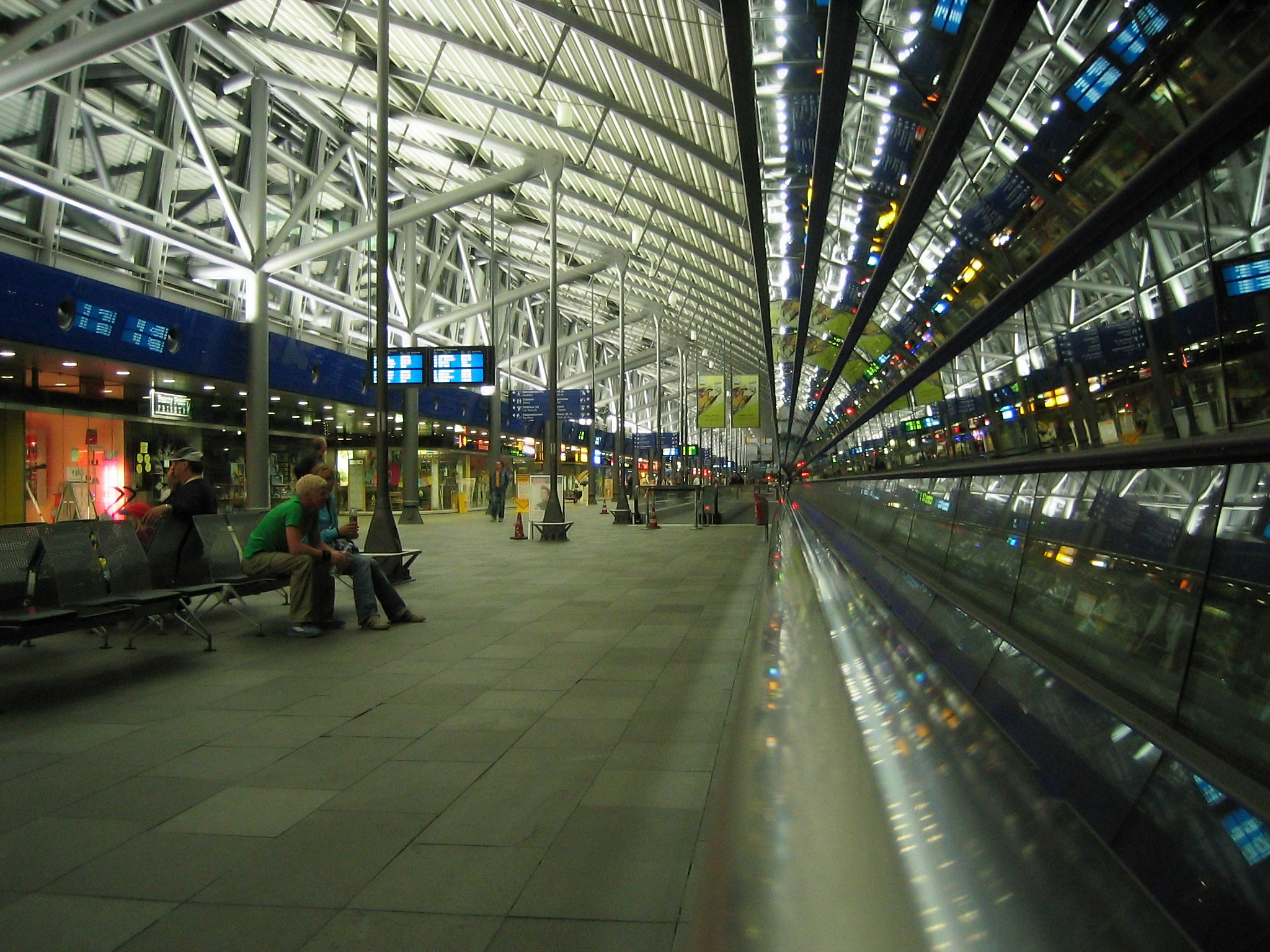
Blick in die Mall am Flughafen Leipzig/Halle

Flughäfen verknüpfen land- und luftseitige Verkehrsträger, was als intermodale Verkehrsanbindung (Verknüpfung verschiedener Verkehrsarten) bezeichnet wird. Der Modal-Split gibt hierbei Auskunft über die Anteile der verschiedenen Verkehrsträger am Verkehrsaufkommen bzw. der Verkehrsleistung. Landseitig können Flughäfen mit dem motorisierten Individualverkehr (MIV) über eine Straßenanbindung und Parkraum, dem ÖPNV (Linienbus, Straßen-, U-Bahn), dem Schienenpersonennahverkehr (S- und Regionalbahnen), dem Schienenpersonenfernverkehr (IC/EC/ICE) oder der Schifffahrt auf Flüssen und Kanälen sowie der See vernetzt werden. Man kann zwischen der infrastrukturellen Verknüpfung (physisch) einerseits, und der intermodalen Dienstleistungskette andererseits unterscheiden. Ersterer ist bei den Verkehrsflughäfen in Deutschland gut ausgebaut, letztere kaum vorhanden.
Aus der Verknüpfung von bodengebundenem Verkehr (Schienenverkehr, Straßenverkehr) und Luftverkehr ergeben sich für Passagiere und Fracht vier mögliche Verkehrsrichtungen:
- Boden-Boden
- Boden-Luft (Abflug)
- Luft-Boden (Ankunft)
- Luft-Luft (Transit)

Der Boden-Boden-Verkehr kann hier vernachlässigt werden, da er auf Flughäfen im Allgemeinen nicht von großer Bedeutung ist. Lediglich im Zusammenhang mit Flughafenbahnhöfen, wie am Flughafen Frankfurt Main oder Flughafen Paris-Charles de Gaulle erhält dieser Verkehr größere Bedeutung. Die wesentlichen verkehrslenkenden Aufgaben eines Flughafens bestehen in der Abwicklung von Ankunft, Abflug und Transit von Passagieren und Fracht.
Hierfür muss der Flughafen je nach Aufkommen eine ausreichende Infrastruktur bereitstellen. Das beinhaltet Parkplätze für Kurz- und Dauerparker, Taxi- und Bushaltestellen, Gepäck- und Passagierlenkungseinrichtungen, Zoll- und Passkontrollanlagen und Sicherheitseinrichtungen.

## Wirtschaftliche Aspekte

### Geschäftsmodelle
Die Ausrichtung der Geschäftsmodelle eines Flughafens zählt zu den fundamentalsten und wichtigsten Aufgaben des Flughafenbetreibers. Von ihnen ist neben den Aufgaben und Tätigkeitsfeldern des Flughafens, die Einnahmestruktur, die Unternehmensführung sowie die Positionierung abhängig. Das Finden der richtigen Geschäftsmodelle für einen Flughafen ist ein langwieriger Prozess, bei dem viele verschiedene individuelle Faktoren berücksichtigt werden müssen. Gegebenenfalls müssen aufgrund weitreichender Änderungen im Luftverkehr Anpassungen bzw. Veränderungen vorgenommen werden. Eine ständige Überprüfung der Marktsituation sowie der eigenen Gegebenheiten ist daher unerlässlich.
Bei der Positionierung der Flughäfen spielen folgende Strategiekonzepte eine wesentliche Rolle:

#### Drehkreuz-Flughäfen
Der Drehkreuz-Flughafen, auch Hub-Flughafen genannt, wird als ein Flughafen definiert, von dem eine oder mehrere Fluggesellschaften ein integriertes Servicenetzwerk zu einer Vielzahl von verschiedenen Destinationen mit einer hohen Frequenz an Verbindungen anbieten. Damit stellt er einen zentralen Verkehrsknotenpunkt bzw. Umsteigeflughafen für eine oder mehrere Linienfluggesellschaften dar. Hub-Flughäfen haben sich hauptsächlich auf Linienfluggesellschaften spezialisiert und richten sich ganz nach deren Bedürfnissen. Sie bieten einen hochwertigen, an die Passagiergruppen im Business- und First-Class-Bereich angepassten Service an. Hierunter fallen beispielsweise eine schnelle Verkehrsanbindung, Bürodienstleistungen oder Lounges. Sie verfügen aber auch über Ferienflug- sowie teilweise über Billigflugpassagiere. Hub-Flughäfen weisen einen hohen Anteil an Transferverkehr auf. Um diese Funktion ausüben zu können, müssen sie über spezielle Infrastruktureinrichtungen verfügen.

#### Hybridmodelle
Die Hybridmodelle oder Vollsortimenter ohne eindeutige Spezialisierung bzw. Positionierung sind als mittelgroße Hubs und Punkt-zu-Punkt-Flughäfen durch einen Mix heterogener Fluggesellschaften und einer starken Ausrichtung an ihrem Einzugsgebiet geprägt. Die Erfüllung der divergierenden Anforderungen der unterschiedlichen Kundengruppen hat sich jedoch als schwierig erwiesen. Zudem ist eine eindeutige Positionierung beispielsweise über eine Differenzierung oder Kostenführerschaft nicht möglich. Die Flughäfen sehen sich deshalb der Herausforderung gegenüber, sich durch die Umsetzung hybrider Strategien erfolgreich im Wettbewerb mit konkurrierenden Flughäfen in überlappenden Einzugsgebieten zu behaupten.

#### Spezialisierung auf Billigfluggesellschaften
Für Flughäfen, die sich auf Billigfluggesellschaften spezialisiert haben, wird zunehmend der Begriff „Low-Cost-Flughafen“ verwendet. Billigfluggesellschaften siedeln sich zum Aufbau einer Basis häufig an kostengünstigeren Flughäfen wie Regional- oder Militärflughäfen an, die sich in erreichbarer Nähe zu Wirtschaftszentren oder großen Städten befinden.

#### Frachtflughäfen
Neben den reinen Frachtflughäfen gibt es Großflughäfen wie beispielsweise Frankfurt, die den Frachtbetrieb als zweites Standbein fördern. Um dieses Frachtaufkommen zu bewältigen, verfügen die Flughäfen zum einen über einen bestimmten Terminalaufbau und zum anderen unterliegen sie keinen gesetzlichen Beschränkungen wie beispielsweise dem Nachtflugverbot. Darüber hinaus ist es wichtig, dass die Flughäfen eine gute Schienen- und Straßenanbindung aufweisen, damit die Fracht auf dem kürzesten Weg weiter transportiert werden kann. Zudem sollten die Frachtflughäfen über ausreichend Platz für die Frachtterminals verfügen. Ein Frachtterminal beinhaltet einen Frachtannahme-/-ausgabebereich, einen Sortier- und Lagerbereich, einen Frachtlade-/-entladebereich, Lagerräume für Spezialfracht sowie den Verwaltungsbereich. Den größten Bereich stellt das Sortierzentrum dar.

### Einfluss von Flughäfen auf die Umgebung
Die volkswirtschaftliche Bedeutung von Flughäfen für die jeweilige Region werden in vielen Gutachten betont. Die behaupteten Effekte lassen sich aber nur schwer verifizieren. Der Einfluss von Flughäfen auf die Umgebung wird in den Gutachten durch vier Effekte beschreiben:

#### Direkter Effekt
Die ökonomische Aktivität auf den Flughäfen, d. h. die Kaufkraftabschöpfung der durchreisenden oder verbleibenden Touristen, und die unmittelbare Belebung des Arbeitsmarktes durch Einstellungen von Personal im Dienstleistungsbereich hat für die Gesamtbilanz einer Region eine Bedeutung. Allerdings wird durch den Ferienflugverkehr auch Kaufkraft in die Urlaubsregionen exportiert.

#### Indirekter Effekt
Flughäfen bieten weiter ein wirtschaftliches Potenzial für die gesamte Region, in welcher der Flughafen liegt, durch Auftragsvergaben an Zulieferer und Dienstleister, und durch Transport von Personen und Gütern, in erster Linie von hochwertigen Produkten und rasch verderblichen Gütern, über große Entfernungen. Die qualitative Dimension des Luftfrachtverkehrs spiegelt sich darin, dass einem Anteil am Weltfrachtverkehr von lediglich 2 bis 3 Prozent bis zu einem Drittel des gesamten Frachtwertes gegenübersteht.

#### Induzierter Effekt
Flughäfen beleben nach außen hin ihr näheres und weiteres wirtschaftliches Umfeld durch Konsumnachfrage aus dem Erwerbseinkommen der Beschäftigten auf dem Flughafen und den zuarbeitenden Betrieben. Das gilt auch im Hinblick auf den Arbeitsmarkt. Prosperierende Flughäfen schaffen als Multiplikatoren nicht nur neue Arbeitsplätze am Flughafen, sondern darüber hinaus auch in der Region.

#### Katalytischer Effekt
Der Standortvorteil, der durch die Nähe zum Flughafen und zu dessen Verknüpfungen mit dem Straßen- und Schienennetz entsteht, ist ein Entscheidungskriterium bei der Ansiedlung besonders von international operierenden Hochtechnologiefirmen und von Unternehmen mit engen inhaltlichen Bindungen an den Luftverkehr.
Für innerstädtisch gelegene Flughäfen (z. B. Flughafen São Paulo-Congonhas, Berlin-Tempelhof oder London City) ergeben sich spezielle wirtschaftliche Aspekte. Sie können einerseits innerstädtische Gewerbeflächen blockieren, andererseits als Verkehrsknotenpunkt auch die Wirtschaft fördern. Die darauf abgestimmten Angebote kleiner Fluggesellschaften und der Allgemeinen Luftfahrt werden an solchen Plätzen insbesondere vom Geschäftspublikum genutzt und sind damit auch ein Standortvorteil.
Darüber hinaus entstehen noch:

#### Wirtschaftliche Auswirkung der Lärmbelastung

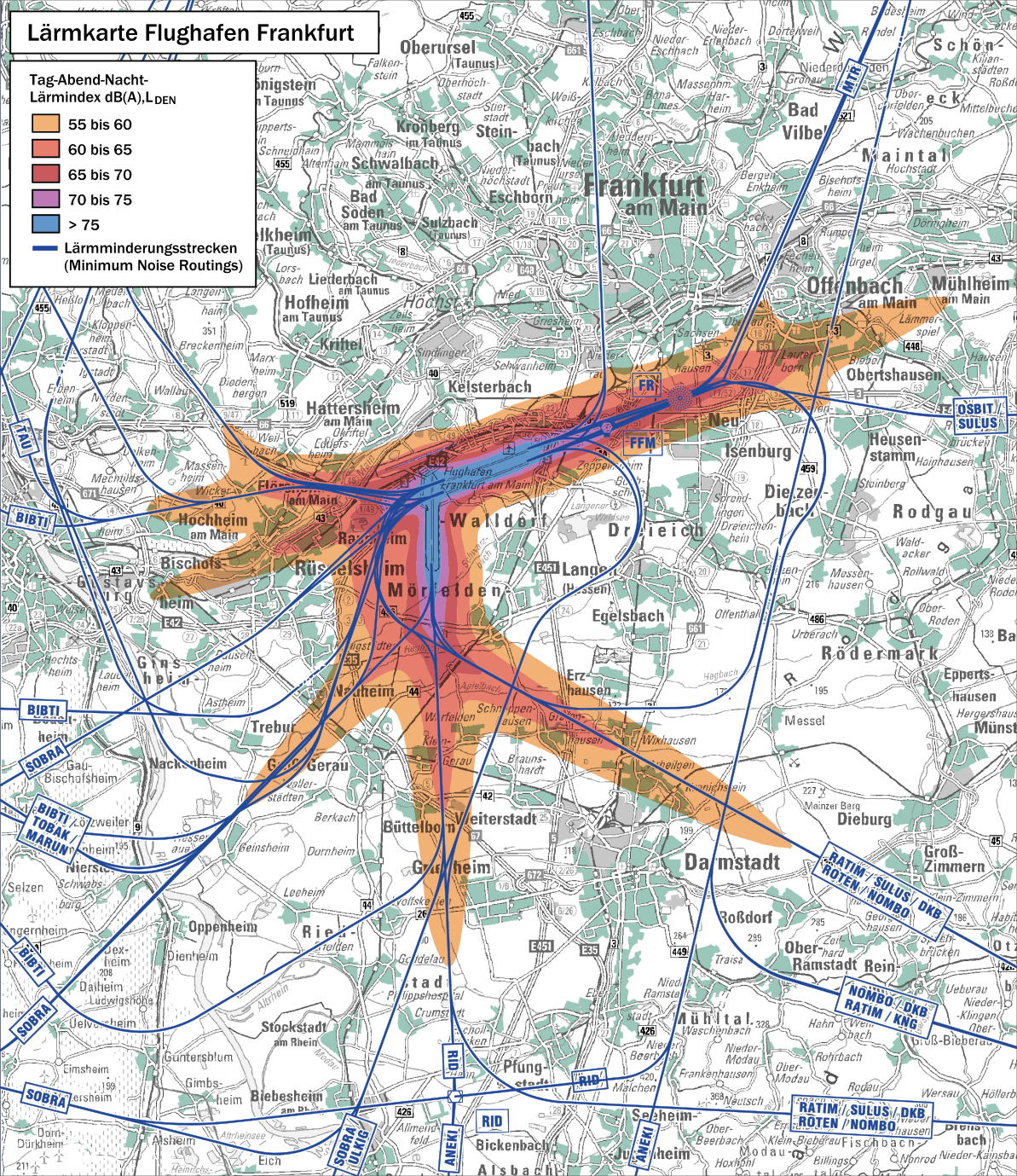
Lärmkarte Flughafen Frankfurt Main

Ein Flughafen verursacht durch seine Schallemissionen in der Umgebung einen lärmbedingten Abschlag vom Bodenwert, der von Fachleuten unterschiedlich bewertet wird.
Das Umweltbundesamt definiert einen Noise Sensitivity Depreciation Index (NSDI) mit 0,87 % je dB(A) als Ergebnis einer Auswertung verschiedener Veröffentlichungen („Metax-Analyse“). Der NSDI misst die prozentuale Wertänderung einer Immobilie pro Dezibel Lärmbelastung.
Der Einfluss von Verkehrslärm auf den Verkehrswert von bebauten Immobilien wurde mit Hilfe von Kaufpreisen bei Neubauten in mittleren Wohnlagen im Durchschnitt zwischen 5 % und 10 % ermittelt.

### Messung der wirtschaftlichen Bilanz von Flughäfen
Drei Kenngrößen sind für den wirtschaftlichen Erfolg eines Flughafens entscheidend:
1. Passagieraufkommen
2. Anzahl der Flugbewegungen.
3. Höchstabfluggewicht (MTOW = maximum take-off weight)

Die Anzahl der beförderten Passagiere wirkt sich über den Fluggasttarif, der von der jeweiligen Fluggesellschaft erhoben wird, direkt auf die Ertragslage eines Flughafens aus. Die Anzahl der Flugbewegungen gibt als Summe der Starts und Landungen Auskunft über die Auslastung der Start- und Landebahn- und Abstellkapazitäten am Vorfeld. Das MTOW wird vom Hersteller für jeden Flugzeugtyp definiert und fließt in die Berechnung des Landetarifs einer Maschine ein.
Eine ideale, aber selten erreichte Konstellation ergibt sich für einen Flughafen bei einer Kombination aus hohem MTOW-Wachstum, verbunden mit hohen Passagierzahlen und einer unterproportionalen Zunahme der Flugbewegungen. Das bedeutet zusammengenommen eine optimale Auslastung der Pistenkapazität.

## Aufbau eines Flughafens

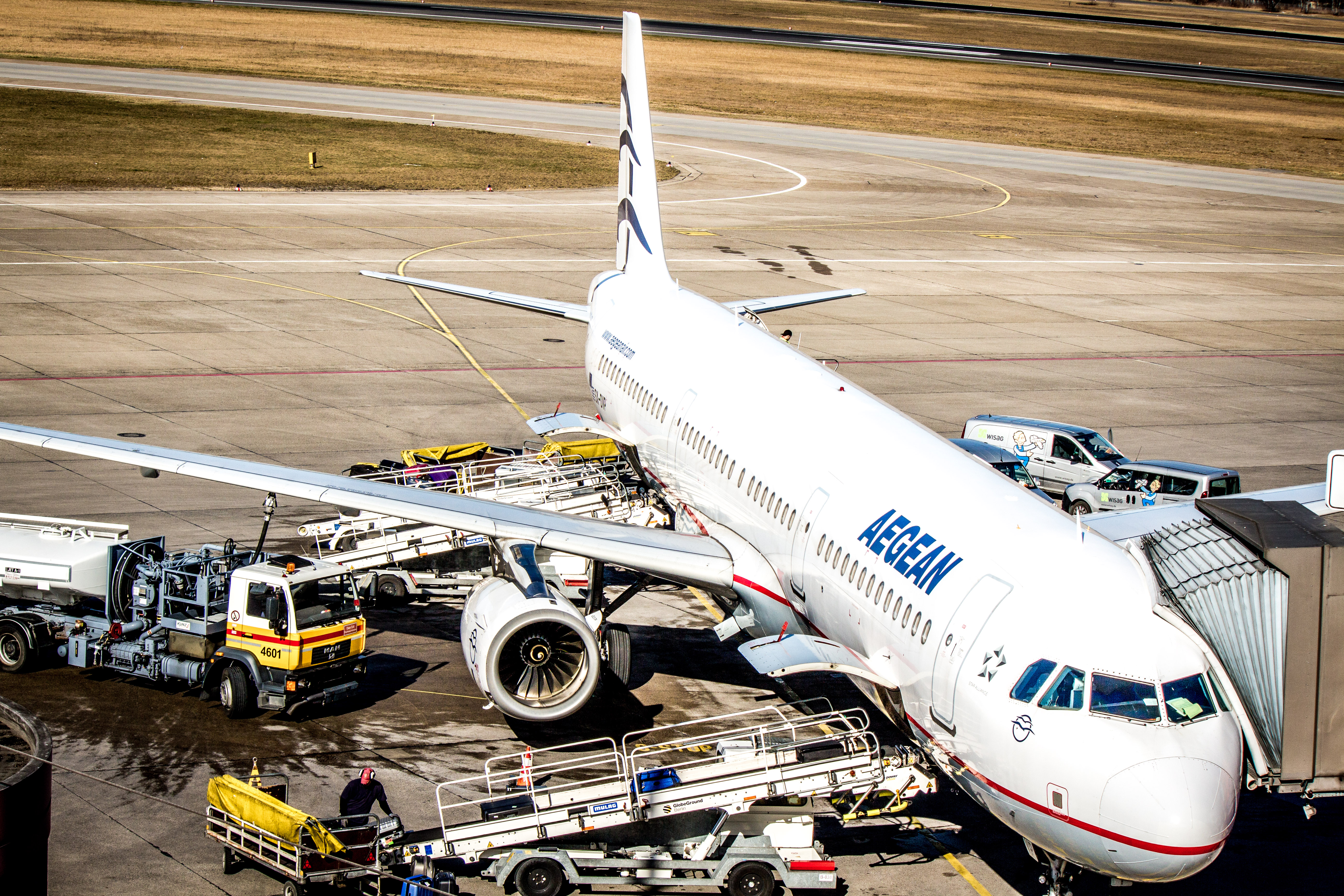
Flugzeugabfertigung am Flughafen Berlin-Tegel

Moderne Flughäfen sind sehr unterschiedlich konzipiert. Kleinere Flughäfen wie Bremen besitzen nur eine Landebahn. Auf größeren Flughäfen wie etwa Zürich oder Frankfurt ermöglichen mehrere Landebahnen, die z. T. in unterschiedliche Richtungen zeigen, und eventuell mehrere Terminals die gleichzeitige und schnelle Abfertigung mehrerer Flugzeuge. Einige Grundprinzipien sind jedoch allen Flughäfen gemeinsam, um Start und Landung sowie Versorgung und Beladung der Flugzeuge sicher und reibungslos bewerkstelligen zu können.

## Funktionelle Abläufe
Flughäfen verzeichnen einen auf relativ engem Platz stark verdichteten Flugverkehr, der durch Starts und Landungen zusätzlich verkompliziert wird. Aus diesem Grunde ist eine exakte Leitung des Flugverkehrs an Flughäfen unbedingte Voraussetzung für eine sichere und reibungslose Abwicklung. Auf dem Vorfeld werden Bewegungen von Flugzeugen und Fahrzeugen jeder Art von der Rollkontrolle (engl. ground control) visuell und mittels Radar überwacht. Die Rollkontrolle übergibt das Flugzeug für einen Start an den Kontrollturm (engl. tower). Der Tower kontrolliert Pisten und Rollwege, ist also für Starts und Landungen sowie An-, Ab- und Überflüge innerhalb der Kontrollzone (CTR) zuständig. Die weitere Umgebung eines Flughafens wird von der An-/Abflugkontrolle (arrival/departure) überwacht.
Auf einem stark frequentierten Großflughafen wie beim Flughafen Frankfurt erfolgen die Starts und Landungen, besonders in den Rush-Hour-Zeiten, im 2-Minuten-Takt. Durch diese engen Zeitvorgaben wird eine Eigenschaft wichtig, die alle Flugzeuge im Flug aufweisen. Ein Flugzeug hinterlässt auf seiner Flugbahn zwei gegenläufige Luftwirbel, die als Wirbelschleppen (engl. wake turbulence) bezeichnet werden. Wirbelschleppen entstehen, weil durch einen Druckunterschied zwischen Unter- und Oberseite einer Auftrieb erzeugenden Fläche an deren Ende eine Umströmung von unten nach oben erfolgt. Diese Turbulenzen sind für das jeweils nachfolgende Flugzeug gefährlich, deswegen muss ein Mindestabstand eingehalten werden. Bei ausgefahrenen Klappen, also bei Start oder Landung, verstärkt sich in Abhängigkeit vom Gewicht (MTOW) des Flugzeuges die Intensität der hinter dem Flugzeug verbleibenden schlauchartigen Wirbelschleppen. Die Lebensdauer wird vom Wind und der Atmosphäre beeinflusst. Das Auftreten von Wirbelschleppen auf Flughäfen beeinflusst somit die An- und Abflugfrequenz sowie die Startabfolge. Die Koordinierung der unterschiedlichen Flugzeugtypen ist Aufgabe der Fluglotsen in der Ab-/Anflugkontrolle.
Die ICAO schreibt beispielsweise folgende Mindestabstände (engl. wake turbulence separation minima) für bestimmte Gewichtsklassen vor:
- light ← light: 3 NM (C182 – C182)
- medium ← medium: 3 NM (A320 – A320)
- heavy ← medium: 5 NM (B747 – A320)
- heavy ← light: 6 NM (B747 – C182)

Da die Kapazität mancher Flughäfen wegen der starken Nachfrage bei vorgegebenen Ressourcen und Beschränkungen irgendwann erschöpft ist, erhalten die Fluggesellschaften hier enge Zeitfenster, sogenannte Slots, während der eine Fluggesellschaft einen Flughafen zum Starten oder Landen eines Flugzeugs nutzen kann.
Die Beschreibung der Passagier- und Frachtabfertigung ist im Einzelnen unter Abfertigung (Flugverkehr) zu finden.

## Umwelt

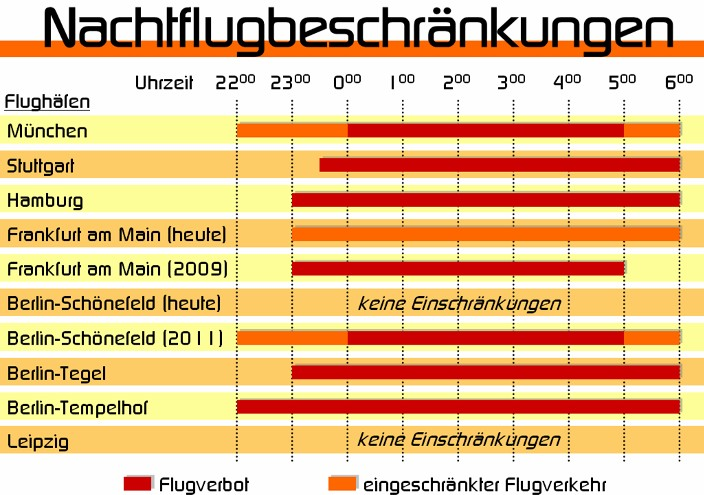
Nachtflugbeschränkungen und Flugverbot an deutschen Flughäfen, Daten von 2006

Der insbesondere beim Abflug entstehende Fluglärm belastet die Anrainer von Flughäfen schwer. Für Fluglärm ist kennzeichnend, dass die Beschallung vorwiegend von oben erfolgt. Daher ist eine Abschirmung durch Barrieren, wie beispielsweise andere Gebäude, Wälle oder Hauswände nicht möglich. Rückzugsmöglichkeiten innerhalb der Wohnung in weniger laute Räume, wie z. B. in das ruhigere Schlafzimmer an der Rückseite des Hauses fehlen. Außenwohnbereiche, wie Terrassen und Gärten, können nur passiv durch eine Abstandsvergrößerung zum Flughafen wirkungsvoll gegen Fluglärm geschützt werden.
Der Nachtflugverkehr kann zu erheblichen Gesundheitsgefahren führen (Störung des Immunsystems, Störung der Gedächtnisfunktionen, Bluthochdruck etc.). Von Kritikern wird vor allem für den Nachtflugverkehr angenommen, dass der volkswirtschaftliche Schaden den Nutzen der Nachtflüge übersteigt.
In den letzten Jahren werden durch aktive und passive Maßnahmen von allen Beteiligten Anstrengungen zur Minderung der Geräuschbelastung durch den Luftverkehr unternommen:
- Entwicklung lärmgeminderter Flugzeuge durch die Hersteller
- steilere An- und Abflugrouten, um durch raschen Höhengewinn und -verlust den Schalldruck zu mindern (hier gibt es allerdings nur sehr wenig Spielraum, da diese Kriterien von der ICAO festgelegt werden (z. B. ILS-Anflug 3 Grad))
- Verlegung der An- und Abflugrouten
- freiwillige Nachtflugbeschränkungen der Verkehrsflughäfen
- zeitliche Betriebsbeschränkungen für laute Flugzeuge
- lärmdifferenzierte Landegebühren als Benutzervorteil für lärmarme Flugzeuge, um die Fluggesellschaften im Eigeninteresse zum Kauf von geräuscharmen Flugzeugen zu bewegen
- freiwillige Schallschutzfensterprogramme der Flughäfen
- zusätzliche stationäre Fluglärmüberwachungsanlagen in der Umgebung von Flughäfen, um eine ständige Kontrolle und Dokumentation der aktuellen Geräuschbelastung zu erhalten
- planerische Maßnahmen, wie die Festsetzung von Siedlungsbeschränkungsbereichen

Siedlungs- und Verkehrspolitik spielen eine erhebliche Rolle für das Ausmaß der Lärmbelastung. Einige deutsche Flughäfen waren bei ihrer erstmaligen Genehmigung/Inbetriebnahme weitab jeglicher Wohnbebauung angesiedelt. In diesen Fällen ist die eigentliche Ursache für die Lärmprobleme in der kommunalen Bebauungspolitik zu suchen, die im Laufe der Jahrzehnte eine immer näher an die Flughäfen heranreichende Wohnbebauung gestattete. Andere, auch inzwischen sehr große Flughäfen wie Berlin-Tegel oder Hamburg-Fuhlsbüttel, wurden als kleine Flugplätze mitten in Siedlungsgebieten angelegt und zu Lasten der Wohnbebauung immer weiter ausgebaut. Einige Flughäfen – wie z. B. München – haben den Standort verlegt. Allerdings haben sich auf Grund der Tatsache, dass der Flughafen ein großer Arbeitgeber und Wirtschaftsfaktor ist, Siedlungen um den Flughafenbereich gebildet, deren Bewohner nun gegen den Ausbau des Flughafens demonstrieren.
Neben der Lärmbelastung, den Abgasemissionen, der Oberflächenversiegelung, der Müllproduktion und dem Trinkwasserverbrauch ist besonders der Winterdienst ein belastender Faktor für die Umwelt. Um auch im Winter den Betrieb von Flughäfen aufrechtzuerhalten, müssen die Flugbetriebsflächen durch Flächenenteisung und auch die Flugzeuge selbst von Eis und Schnee befreit werden. Neben der mechanischen Beseitigung werden hierfür biologisch abbaubare Bewegungsflächenenteiser und Enteisungsmittel verwendet, die zusätzlich in speziellen Kläranlagen rückgewonnen werden.
Der Bau von Flughäfen führt wegen des großen Flächenbedarfs und der zu erwartenden Beeinträchtigungen von Mensch und Natur immer wieder zu erheblichen Protesten und zu sehr langwierigen Planungsverfahren. Bekanntestes Beispiel für Proteste gegen Flughafenerweiterungen in Deutschland ist der Kampf gegen die Startbahn West des Frankfurter Flughafens in den 1980er Jahren.
Bei der Gestaltung und Bewirtschaftung von Flughafengrünland steht die Flugsicherheit im Vordergrund. Hindernisfreiheit und Tragfähigkeit sind wichtige Kriterien, aber auch die Verringerung der Attraktivität für Schwarm- und Großvögel, die dem Luftverkehr gefährlich werden können.
Zur Verhütung von Vogelschlägen im Luftverkehr müssen für jeden Flughafen Bewirtschaftungsformen gefunden werden, die auf die ökologischen Gegebenheiten vor Ort abgestimmt sind und auf eine Verringerung des Vogelschlagrisikos abzielen. Diesem Zweck dient auch die Ausmagerung der vorhandenen Grünflächen, d. h. der weitgehende Verzicht auf Düngung. Als Begleiterscheinung dieser Maßnahme wurde an vielen Flughäfen eine Zunahme der Artenvielfalt bei Pflanzen und Kleinlebewesen beobachtet. Es gibt Flughäfen, auf denen Arten wieder heimisch sind, die man im Umland seit langem nicht mehr findet.
Der Ausbau von Flughäfen und die damit einhergehende Erhöhung des Flugverkehrs wird häufig kritisch von Klimaschützern beurteilt, da Emissionen von Flugzeugen erheblich stärker zur Klimaerwärmung beitragen als lange Zeit angenommen.
Zumindest in Schweden und der Schweiz werden zum Teil emissionsabhängige Landegebühren erhoben.

## Flughafensicherheit

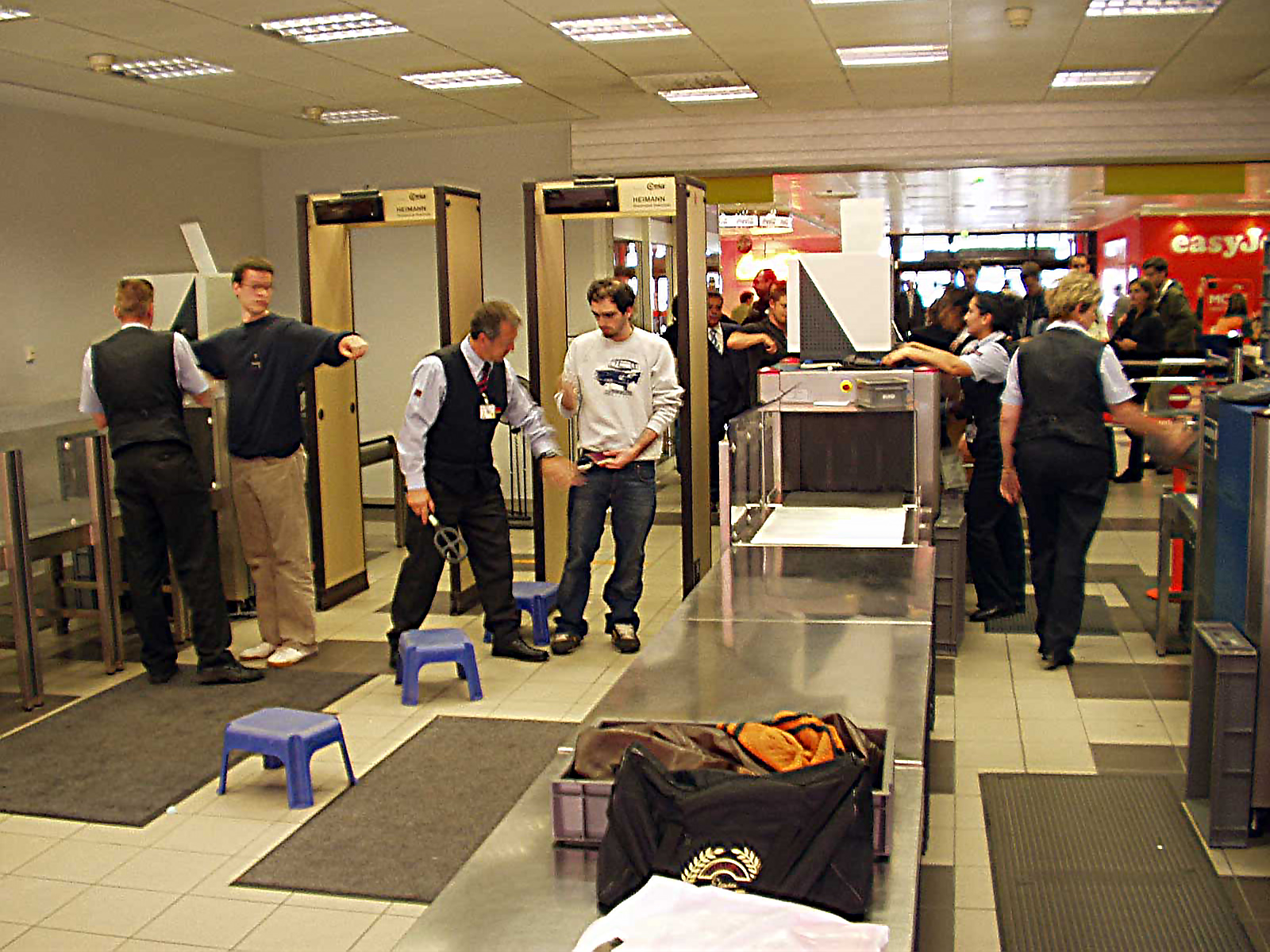
Kontrolle in Berlin-Schönefeld, Gate easyJet

Die großen Verkehrsflughäfen mit ihrer Ansammlung von Personen auf vergleichsweise geringem Raum waren immer potentielle Ziele von Terroristen; umso mehr nach den Anschlägen in den USA vom 11. September 2001.
Die Flughafensicherheit (engl. security) bezieht sich auf die Abwehr betrieblicher, technischer und von außen kommender Gefahren am Boden, während mit Flugsicherheit (engl. safety) die Verhinderung von Flugunfällen gemeint ist. Als äußere Gefahren gelten z. B. Flugzeugentführungen, Sabotageakte und andere terroristisch motivierte Angriffe oder Eingriffe. Die Zugangsbeschränkungen und Sicherheitskontrollen an Flughäfen gehören zu den Maßnahmen der Flughafensicherheit, die sich direkt auf die Flugsicherheit auswirkt.
Seit dem ersten September 2015 gibt es neue EU-Vorschriften für die Sicherheitskontrollen auf europäischen Flughäfen. Die Änderungen sollen vor allem dabei helfen, Spuren von Sprengstoff am Handgepäck der Fluggäste effektiver und sicherer aufzuspüren. Längere Wartezeiten soll es durch die ergänzende Regelung nicht geben.
Die meisten großen Flughäfen haben eigene von Polizeibeamten unterstützte Sicherheitskräfte. In einigen Ländern schützen auch Soldaten oder paramilitärische Kräfte die Flughäfen.

## Benennung

### Flughafencodes
Flughäfen werden durch ihren individuellen dreistelligen IATA-Flughafencode und den vierstelligen ICAO-Code (Location Indicator) gekennzeichnet.

### Namen
Viele Flughäfen haben einen individuellen Namen oder auch verschiedene Namen. Ein Verkehrsflughafen wird in der Regel nach einer größeren Stadt benannt, zum Beispiel Flughafen Dresden. Eine genauere Angabe zum Standort kann als Namenszusatz hinzutreten, zum Beispiel Flughafen Berlin-Tegel zur Unterscheidung von anderen Berliner Flughäfen – oder Flughafen Kassel-Calden wegen der Lage des Flughafens im Gebiet der Gemeinde Calden. Manchmal weist eine Kombination von Ortsnamen wie beim Flughafen Leipzig/Halle darauf hin, dass der Flughafen zwei große Städte als Einzugsgebiete versorgt. Beim Flughafen Berlin Brandenburg wird die Metropolregion Berlin/Brandenburg als Einzugsgebiet angesprochen. Ein Beispiel für die Bezeichnung nach einer berühmten Person ist der John F. Kennedy International Airport in New York City. Gelegentlich wird die Ortsbezeichnung mit einem Personennamen kombiniert, wie beim Flughafen Paris-Charles-de-Gaulle.
Häufig werden verschiedene Namen oder Namensformen nebeneinander verwendet, etwa ältere neben jüngeren Namen, inoffizielle neben offiziellen Bezeichnungen oder fremdsprachliche neben eingedeutschten Namensformen. Zum Beispiel wurde der Flughafen Köln/Bonn 1994 umbenannt in „Flughafen Köln/Bonn – Konrad Adenauer“ und im Jahr 2002 weiter umbenannt in „Köln Bonn Airport“, wobei die deutsche Bezeichnung „Flughafen Köln/Bonn“ weiterhin gebräuchlich ist. Verkürzt kann der Flughafen auch als „Köln/Bonn“ angesprochen werden. Eine weitere Bezeichnung ist „Flughafen Köln-Wahn“, nach der Lage im Kölner Stadtteil Wahn.
Beispiele für Flughäfen mit genauerer Standortbezeichnung
- Flughafen Berlin-Tegel – liegt im Ortsteil Tegel
- „Flughafen Hamburg-Fuhlsbüttel“ (frühere Bezeichnung für den Flughafen Hamburg) – liegt im Stadtteil Fuhlsbüttel
- Flughafen Kassel-Calden – liegt im Gebiet der Gemeinde Calden
- Flughafen Rostock-Laage – liegt im Gebiet der Stadt Laage
- Flughafen Wien-Schwechat – liegt im Gebiet der Stadt Schwechat
- „Flughafen Zürich-Kloten“ (frühere Bezeichnung für den Flughafen Zürich) – liegt im Gebiet der Stadt Kloten
- Flughafen Amsterdam Schiphol – benannt nach einer historischen Befestigungsanlage
- Flughafen Helsinki-Vantaa – liegt im Gebiet der Stadt Vantaa
- Flughafen Kopenhagen-Kastrup – liegt im Gebiet des Stadtteils Kastrup in Tårnby
- Airport Stockholm Arlanda – liegt in einem Gebiet, das im Mittelalter Arland genannt wurde

Beispiele für Flughäfen mit kombinierten Ortsnamen
- Flughafen Leipzig/Halle
- Baltimore Washington International Airport
- Flughafen Münster/Osnabrück
- Flughafen Paderborn/Lippstadt
- Flughafen Basel-Mülhausen, offiziell sogar nach drei Städten benannt: EuroAirport Basel Mulhouse Freiburg
- Maastricht Aachen Airport
- Flughafen Erfurt-Weimar

Beispiele für die Benennung nach einer Person
- John F. Kennedy International Airport in New York City
- Aeroporto Francisco Sá Carneiro bei Porto
- Aeropuerto Internacional José Martí bei Havanna

Beispiele für die Kombination Ortsbezeichnung, Personenname
- Flughafen Berlin Brandenburg „Willy Brandt“
- Flughafen München „Franz Josef Strauß“
- Flughafen Nürnberg „Albrecht Dürer“
- Hamburg Airport „Helmut Schmidt“
- Salzburg Airport W. A. Mozart
- Aéroport de Lyon-Saint-Exupéry
- Aéroport de Paris-Charles-de-Gaulle
- Aeroporto do Rio de Janeiro-Santos Dumont
- Budapest Liszt Ferenc Airport

Beispiele für die Kombination Personenname, Ortsbezeichnung
- Flughafen Johannes Paul II. Krakau-Balice
- Flughafen Nikola Tesla Belgrad
- Letiště Václava Havla Praha

## Wissenswertes

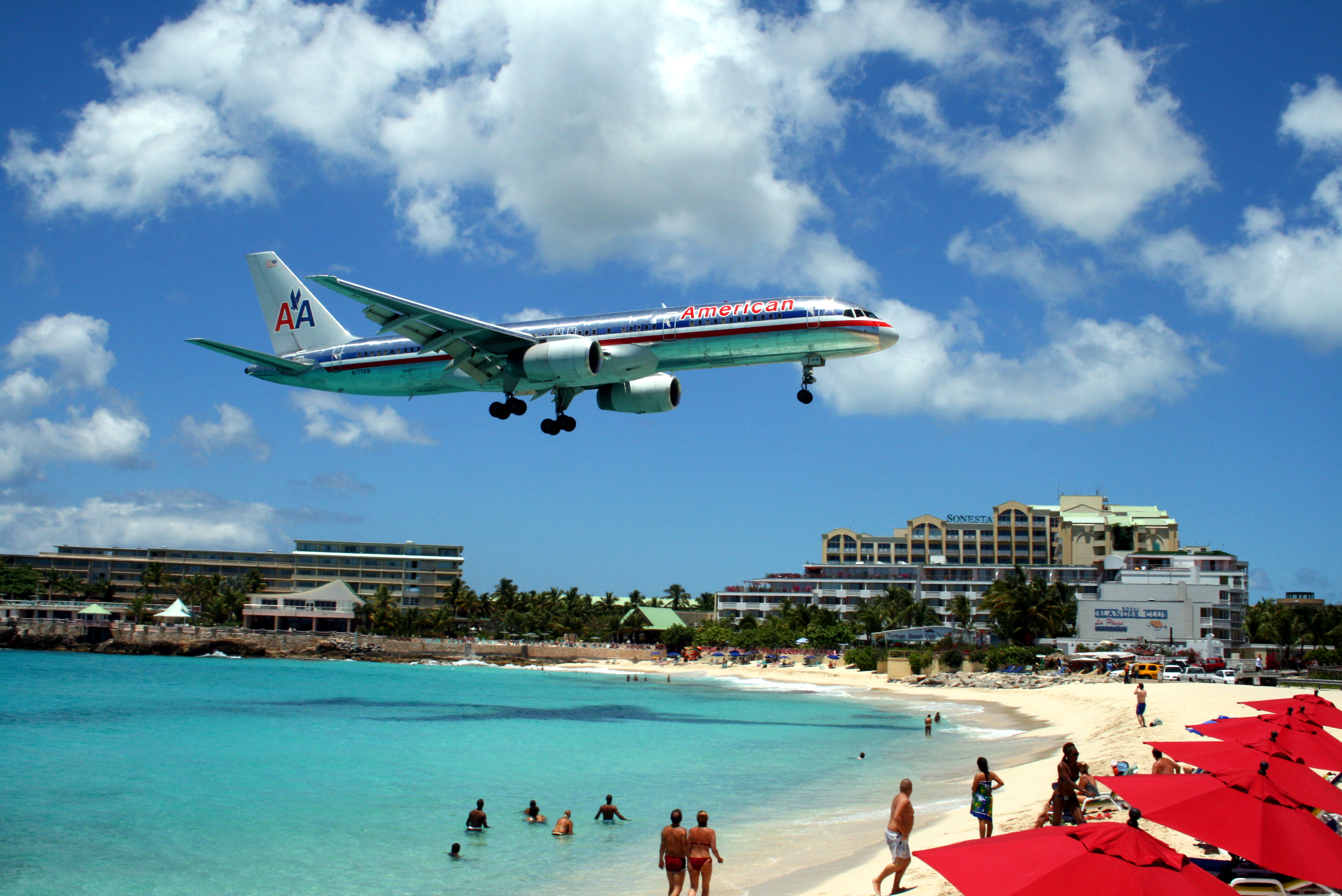
Landeanflug in Sint Maarten

- Der am niedrigsten gelegene Flughafen in Europa ist Amsterdam-Schiphol, der etwa drei Meter unter dem Meeresspiegel liegt.
- Einer der am niedrigsten gelegenen Flughäfen der Welt befindet sich nahe der US-amerikanischen Stadt Thermal (Kalifornien), ICAO-Code KTRM und liegt etwa 35 m unter dem Meeresspiegel.
- Der Flugplatz Courchevel in den französischen Alpen verfügt über die Start- und Landebahn mit dem größten Gefälle/Steigung von 18,5 %, Flugzeuge landen bergauf und starten bergab. Er liegt in einer Höhe von 2007 Metern und ist damit der höchstgelegene Flugplatz Europas.
- Der höchstgelegene Flughafen der Welt ist der Flughafen Dabba-Yardêng in der chinesischen Provinz Sichuan mit einer Höhe von 4411 Metern (14.472 ft) über dem Meeresspiegel.
- Bis März 2023 wurde die Start-/Landebahn des Flughafens von Gibraltar von einer öffentlichen Straße gekreuzt, die bei Flugbetrieb mit einer Schranke abgesperrt wurde; seitdem wird der Verkehr durch den Kingsway Tunnel geführt. Die Straße ist die einzige Verbindung vom Festland zur Halbinsel.
- Die Start-/Landebahn des Flughafens Gisborne in Neuseeland wird von einer Bahnlinie gekreuzt.
- Der Princess Juliana Airport (Sint Maarten, ehemalige Niederländische Antillen) beginnt direkt am Strand. Die Flugzeuge fliegen nur wenige Meter über die Strandurlauber hinweg. In Europa gibt es fast ebenso spektakuläre Szenen am Flughafen Lanzarote und dem Flugplatz Helgoland.
- Der weltweit einzige Flughafen, der von zwei Staaten gleichzeitig betrieben wird (nämlich von der Schweiz und Frankreich), ist der Flughafen Basel-Mülhausen.
- Von 38 Flughäfen in Deutschland erwirtschaften sechs einen Gewinn.[15]

## Trivia
Treffpunkt Flughafen, Fernsehserie der DDR aus den Jahren 1985/1986.